# Coutençon
Coutençon est une commune française située dans le département de Seine-et-Marne en région Île-de-France.

## Géographie

### Localisation
Coutençon se situe à 12 km au nord-est de Montereau-Fault-Yonne et à 30 km au sud-ouest de Provins.

### Communes limitrophes
| La Chapelle-Rablais 5,6 km |               | Villeneuve-les-Bordes 3,8 km |
|                            | Coutençon     |                              |
| Laval-en-Brie 5,2 km       | Salins 5,9 km | Montigny-Lencoup 5,3 km      |

### Géologie et relief
L'altitude de la commune varie de 111 mètres à 138 mètres pour le point le plus haut, le centre du bourg se situant à environ 115 mètres d'altitude (mairie). Elle est classée en zone de sismicité 1, correspondant à une sismicité très faible.

### Hydrographie

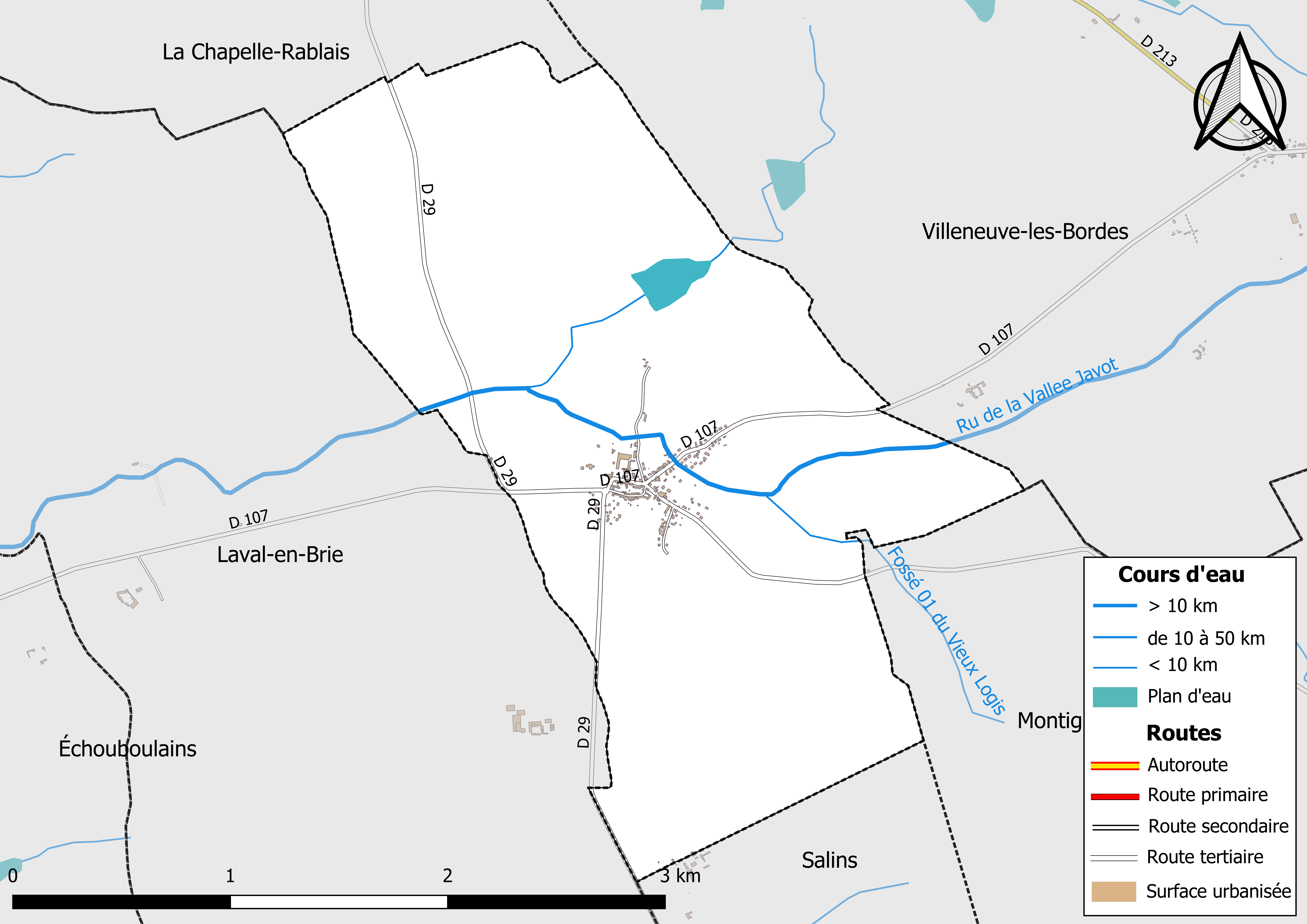
Carte des réseaux hydrographique et routier de Coutençon.

Le réseau hydrographique de la commune se compose de trois cours d'eau référencés :
- le ru de la Vallee Javot, long de 28,99 km[3], affluent de la Seine ;
  - le fossé 01 du Vieux Logis, 1,68 km[4] et ;
  - le fossé 01 de la Commune de Coutencon , 2,73 km[5] qui confluent avec le ru de la Vallée Javot.

La longueur totale des cours d'eau sur la commune est de 4,41 km.

### Climat
Pour des articles plus généraux, voir Climat de l'Île-de-France et Climat de Seine-et-Marne.
En 2010, le climat de la commune est de type climat océanique dégradé des plaines du Centre et du Nord, selon une étude du CNRS s'appuyant sur une série de données couvrant la période 1971-2000. En 2020, Météo-France publie une typologie des climats de la France métropolitaine dans laquelle la commune est exposée à un climat océanique altéré et est dans la région climatique Nord-est du bassin Parisien, caractérisée par un ensoleillement médiocre, une pluviométrie moyenne régulièrement répartie au cours de l’année et un hiver froid (3 °C).
Pour la période 1971-2000, la température annuelle moyenne est de 10,8 °C, avec une amplitude thermique annuelle de 15,5 °C. Le cumul annuel moyen de précipitations est de 734 mm, avec 11,4 jours de précipitations en janvier et 7,9 jours en juillet. Pour la période 1991-2020, la température moyenne annuelle observée sur la station météorologique la plus proche, située sur la commune de Grandpuits-Bailly-Carrois à 13 km à vol d'oiseau, est de 11,3 °C et le cumul annuel moyen de précipitations est de 704,0 mm,. Pour l'avenir, les paramètres climatiques de la commune estimés pour 2050 selon différents scénarios d'émission de gaz à effet de serre sont consultables sur un site dédié publié par Météo-France en novembre 2022.

### Milieux naturels et biodiversité

#### Réseau Natura 2000

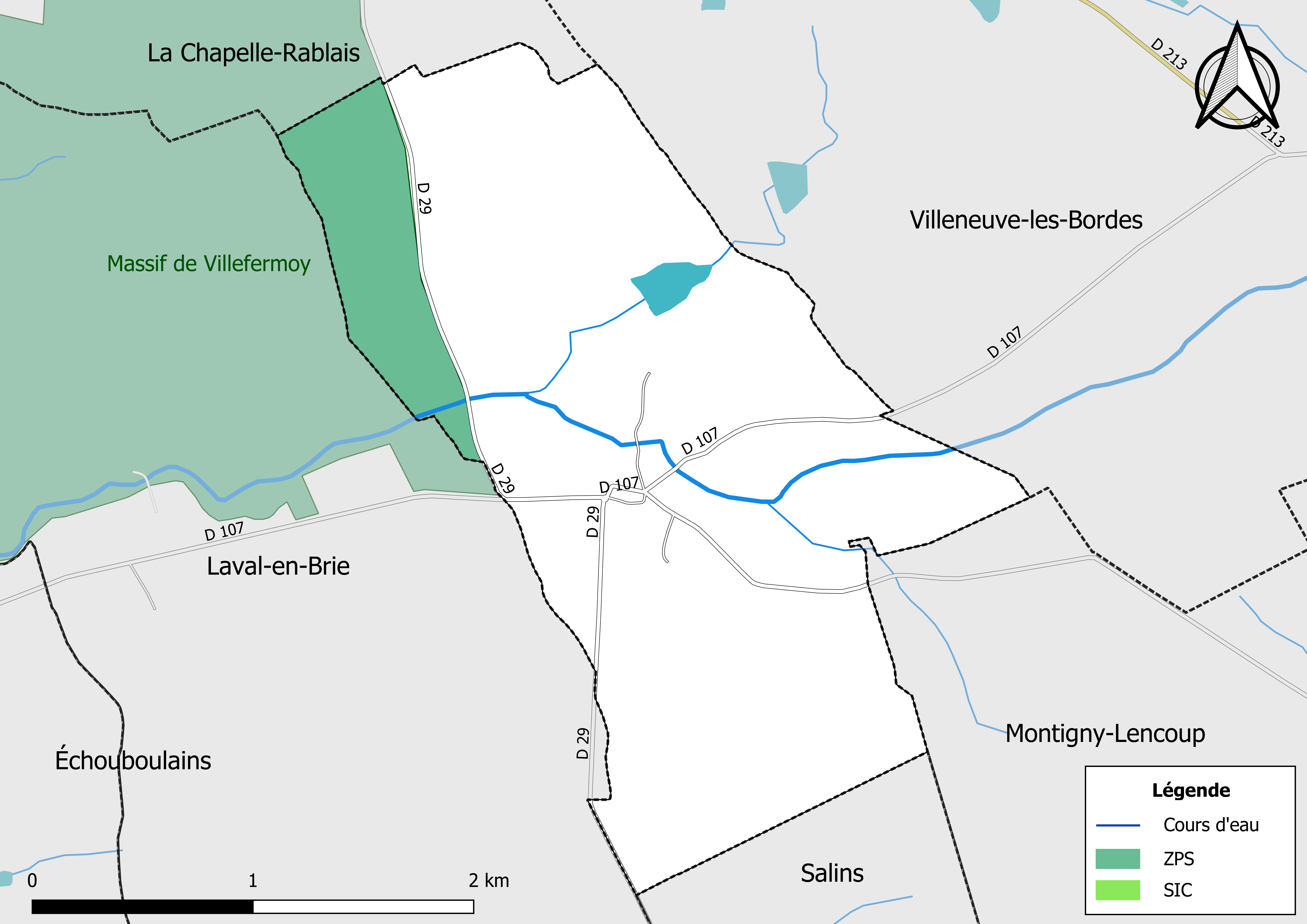
Sites Natura 2000 sur le territoire communal.

Le réseau Natura 2000 est un réseau écologique européen de sites naturels d’intérêt écologique élaboré à partir des Directives « Habitats » et « Oiseaux ». Ce réseau est constitué de Zones spéciales de conservation (ZSC) et de Zones de protection spéciale (ZPS). Dans les zones de ce réseau, les États Membres s'engagent à maintenir dans un état de conservation favorable les types d'habitats et d'espèces concernés, par le biais de mesures réglementaires, administratives ou contractuelles.
Un  site Natura 2000 a été défini sur la commune au titre de la « directive Oiseaux »,.
- le « Massif de Villefermoy », d'une superficie de 4 790 ha, un site où entre 1976 et 1997, un minimum de 122 espèces d’oiseaux ont été répertoriées sur l’ensemble du massif forestier de Villefermoy, dont 93 qui ont niché au moins une fois durant la période 1990-1997, ce qui représente environ 60 % du peuplement avien régional[15],[16].

#### Zones naturelles d'intérêt écologique, faunistique et floristique
L’inventaire des zones naturelles d'intérêt écologique, faunistique et floristique (ZNIEFF) a pour objectif de réaliser une couverture des zones les plus intéressantes sur le plan écologique, essentiellement dans la perspective d’améliorer la connaissance du patrimoine naturel national et de fournir aux différents décideurs un outil d’aide à la prise en compte de l’environnement dans l’aménagement du territoire.
Le territoire communal de Coutençon comprend deux ZNIEFF de type 1,,., 
les « Bois du Petit Trenel et du Girondier » (195,14 ha), couvrant 2 communes du département ;
et l'« Étang et Mares des Billettes » (65,85 ha)
et un ZNIEFF de type 2,, 
le « Massif de Villefermoy » (7 033,23 ha), couvrant 12 communes du département.

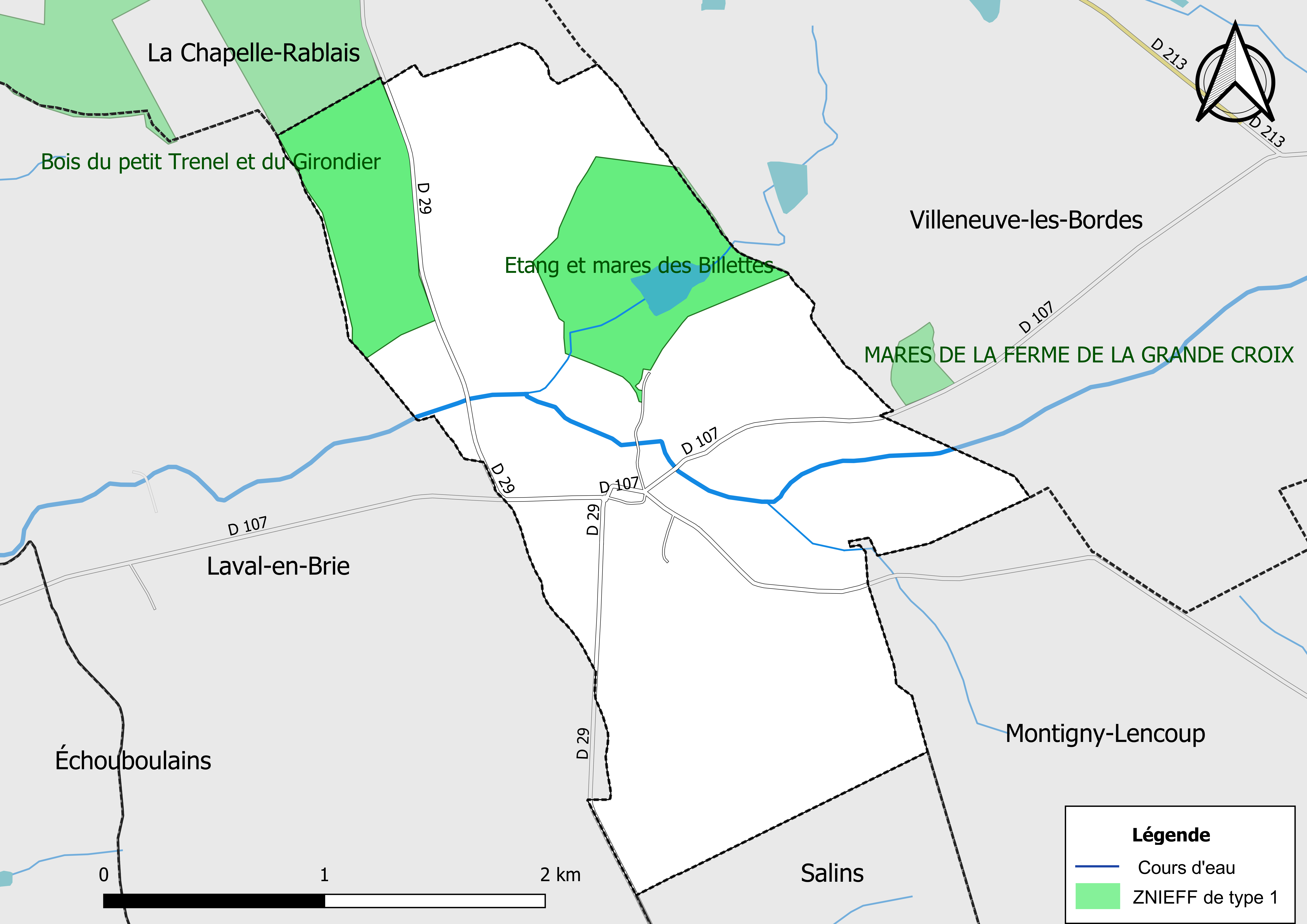
Carte des ZNIEFF de type 1 de la commune.
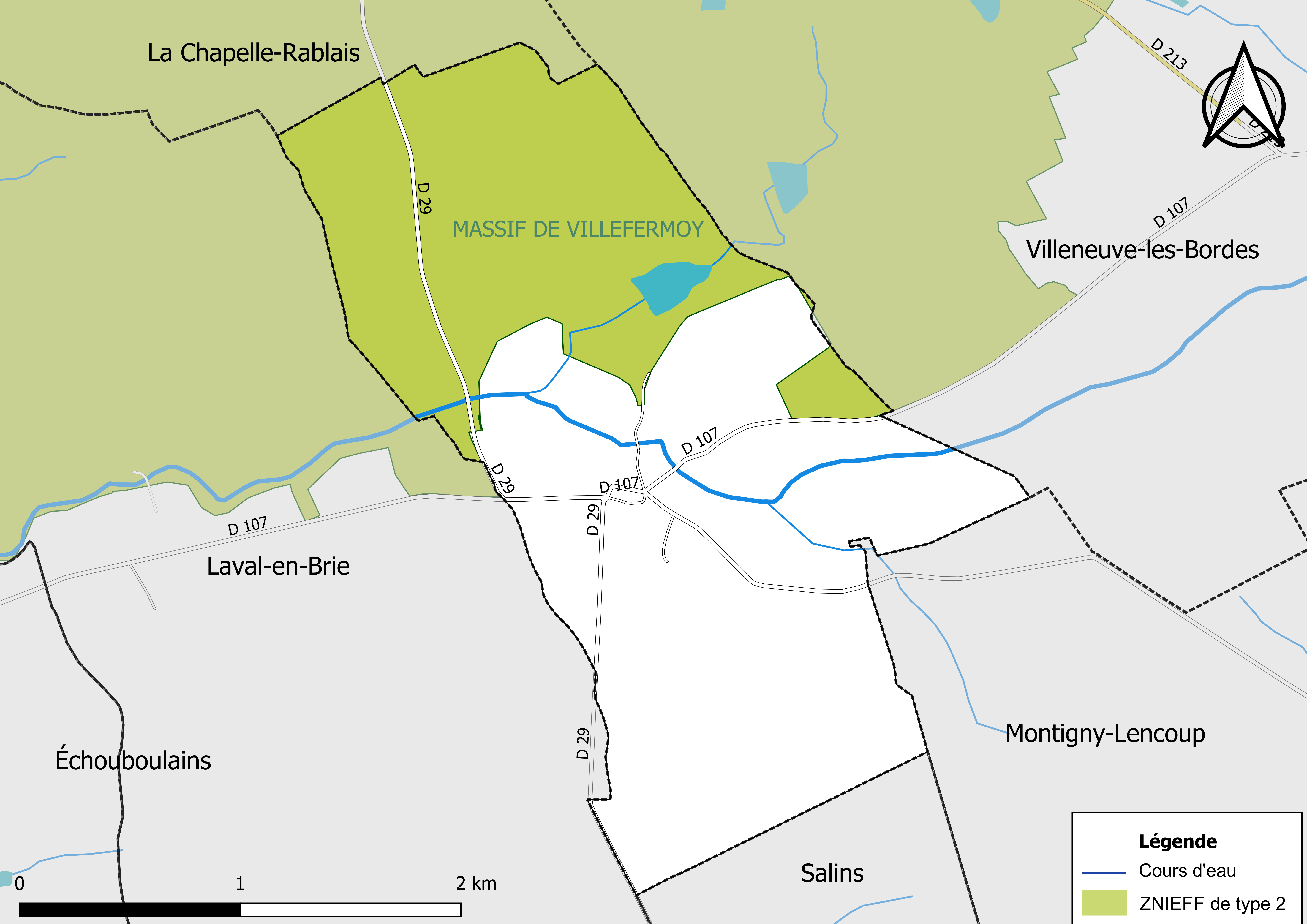
Carte des ZNIEFF de type 2 de la commune.

## Urbanisme

### Typologie
Au 1er janvier 2024, Coutençon est catégorisée commune rurale à habitat dispersé, selon la nouvelle grille communale de densité à sept niveaux définie par l'Insee en 2022.
Elle est située hors unité urbaine. Par ailleurs la commune fait partie de l'aire d'attraction de Paris, dont elle est une commune de la couronne,. Cette aire regroupe 1 929 communes,.

### Lieux-dits et écarts
La commune compte 24 lieux-dits administratifs répertoriés consultables ici (source : le fichier Fantoir) dont la Brémonderie.

### Occupation des sols
L'occupation des sols de la commune, telle qu'elle ressort de la base de données européenne d’occupation biophysique des sols Corine Land Cover (CLC), est marquée par l'importance des forêts et milieux semi-naturels (71,7 % en 2018), une proportion sensiblement équivalente à celle de 1990 (72,4 %). La répartition détaillée en 2018 est la suivante : 
forêts (69,7% ), terres arables (23,3% ), zones urbanisées (4,3% ), milieux à végétation arbustive et/ou herbacée (1,9% ), prairies (0,8 %).
Parallèlement, L'Institut Paris Région, agence d'urbanisme de la région Île-de-France, a mis en place un inventaire numérique de l'occupation du sol de l'Île-de-France, dénommé le MOS (Mode d'occupation du sol), actualisé régulièrement depuis sa première édition en 1982. Réalisé à partir de photos aériennes, le Mos distingue les espaces naturels, agricoles et forestiers mais aussi les espaces urbains (habitat, infrastructures, équipements, activités économiques, etc.) selon une classification pouvant aller jusqu'à 81 postes, différente de celle de Corine Land Cover,,. L'Institut met également à disposition des outils permettant de visualiser par photo aérienne l'évolution de l'occupation des sols de la commune entre 1949 et 2018.

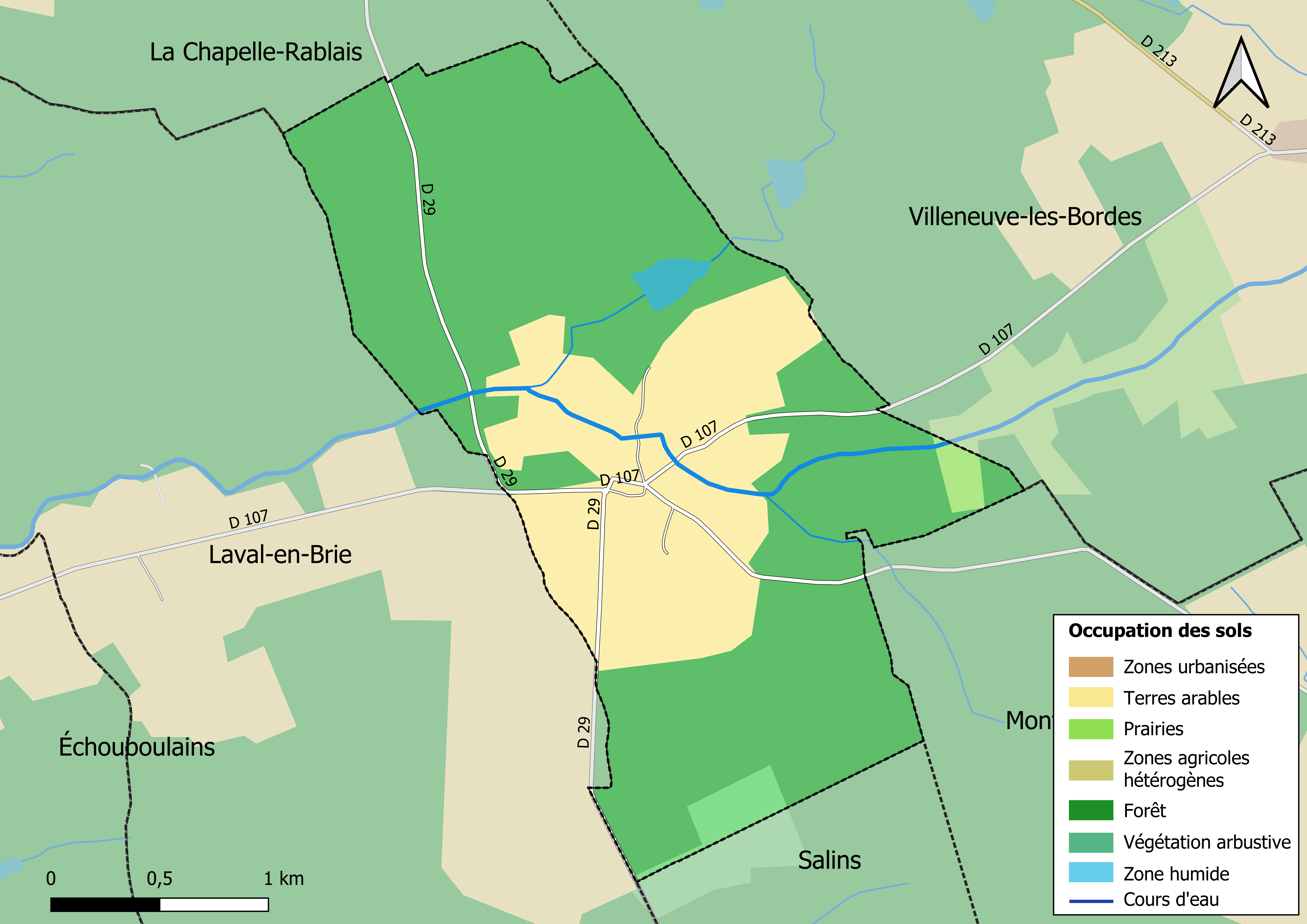
Carte des infrastructures et de l'occupation des sols en 2018 (CLC) de la commune.
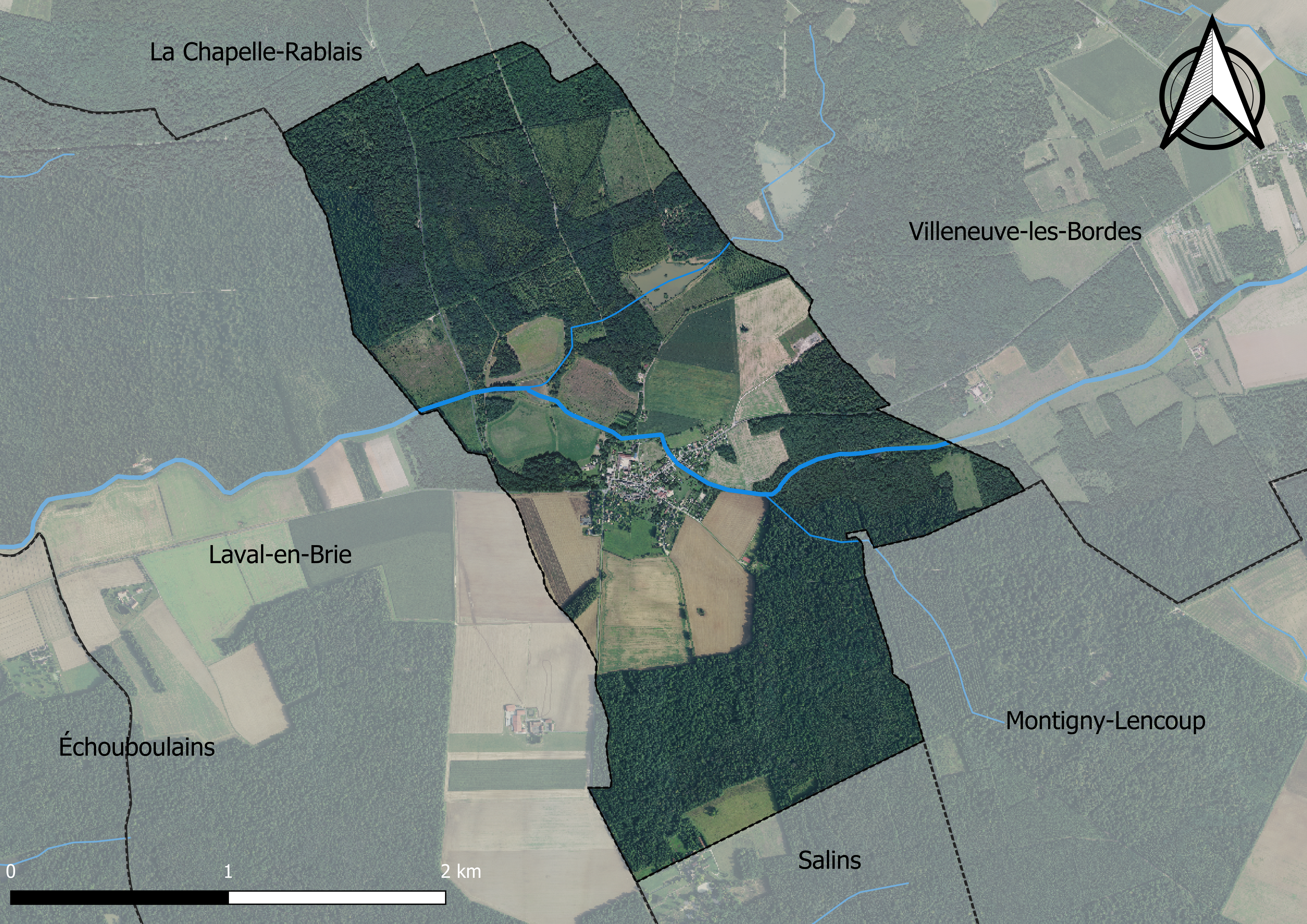
Carte orhophotogrammétrique de la commune.

### Planification
La loi SRU du 13 décembre 2000 a incité les communes à se regrouper au sein d’un établissement public, pour déterminer les partis d’aménagement de l’espace au sein d’un SCoT, un document d’orientation stratégique des politiques publiques à une grande échelle et à un horizon de 20 ans et s'imposant aux documents d'urbanisme locaux, les PLU (Plan local d'urbanisme). La commune est dans le territoire du SCOT Grand Provinois, dont le projet a été arrêté le 29 janvier 2020, porté par le syndicat mixte d’études et de programmation (SMEP) du Grand Provinois, qui regroupe les Communautés de Communes du Provinois et de Bassée-Montois, soit 82 communes.
La commune disposait en 2019 d'un plan local d'urbanisme en révision. Le zonage réglementaire et le règlement associé peuvent être consultés sur le Géoportail de l'urbanisme.

### Logement
En 2016, le nombre total de logements dans la commune était de 130 dont 97,7 % de maisons et 2,3 % d’appartements.
Parmi ces logements, 82,8 % étaient des résidences principales et 17,2 % des résidences secondaires.
La part des ménages propriétaires de leur résidence principale s’élevait à 84 % contre 13,2 % de locataires et 2,8 % logés gratuitement.

## Toponymie
Le nom de la localité est mentionné sous la forme Contencio en 1184 ; Costanzon en 1196 ; Coutençon en 1209 ; Constancon en 1216 ; Coutancons en 1276 ; Costensons vers 1350 (Pouillé) ; Coutensonz en Brie en 1364 ; Coutansson en 1375 ; Cotenssons en 1553 ; Coutenson en 1558 ; Costantions en 1648 ; Coutenssons en 1656 ; Cottençon en 1665 ; Cottenson en 1696 ; Cotençon an XIII (Journal de Paris).

## Politique et administration

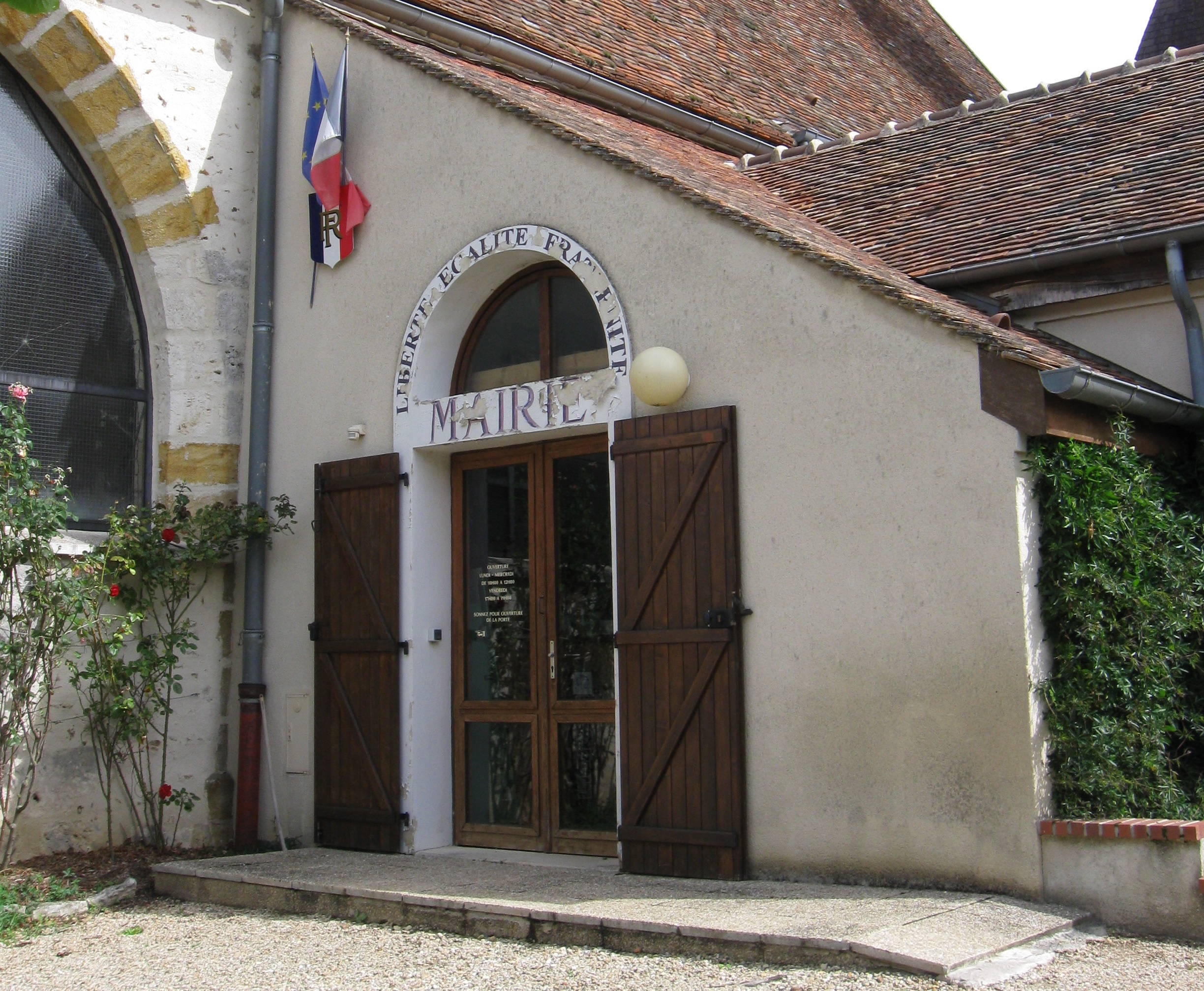
La mairie accolée à l'église.

### Liste des maires
| Période                                  | Période  | Identité       | Étiquette | Qualité |
| ---------------------------------------- | -------- | -------------- | --------- | ------- |
| Les données manquantes sont à compléter. |          |                |           |         |
| avant 1981                               | ?        | Lucien Delatre | DVG       |         |
|                                          |          |                |           |         |
| 3 juin 2002                              | 2020     | Alain Vallée   |           |         |
| 2020                                     | En cours | Emric Hermans  |           |         |

## Équipements et services

### Eau et assainissement
L’organisation de la distribution de l’eau potable, de la collecte et du traitement des eaux usées et pluviales relève des communes. La loi NOTRe de 2015 a accru le rôle des EPCI à fiscalité propre en leur transférant cette compétence. Ce transfert devait en principe être effectif au 1er janvier 2020, mais la loi Ferrand-Fesneau du 3 août 2018 a introduit la possibilité d’un report de ce transfert au 1er janvier 2026,.

#### Assainissement des eaux usées
En 2020, la commune de Coutençon gère le service d’assainissement collectif (collecte, transport et dépollution) en régie directe, c’est-à-dire avec ses propres personnels.
L’assainissement non collectif (ANC) désigne les installations individuelles de traitement des eaux domestiques qui ne sont pas desservies par un réseau public de collecte des eaux usées et qui doivent en conséquence traiter elles-mêmes leurs eaux usées avant de les rejeter dans le milieu naturel. La communauté de communes de la Bassée - Montois (CCBM) assure pour le compte de la commune le service public d'assainissement non collectif (SPANC), qui a pour mission de vérifier la bonne exécution des travaux de réalisation et de réhabilitation, ainsi que le bon fonctionnement et l’entretien des installations,.

#### Eau potable
En 2020, l'alimentation en eau potable est assurée par la commune qui gère le service en régie,.
Les nappes de Beauce et du Champigny sont classées en zone de répartition des eaux (ZRE), signifiant un déséquilibre entre les besoins en eau et la ressource disponible. Le changement climatique est susceptible d’aggraver ce déséquilibre. Ainsi afin de renforcer la garantie d’une distribution d’une eau de qualité en permanence sur le territoire du département, le troisième Plan départemental de l’eau signé, le 3 octobre 2017, contient un plan d’actions afin d’assurer avec priorisation la sécurisation de l’alimentation en eau potable des Seine-et-Marnais. A cette fin a été préparé et publié en décembre 2020 un schéma départemental d’alimentation en eau potable de secours dans lequel huit secteurs prioritaires sont définis. La commune fait partie du secteur Nangis.

## Population et société

### Démographie
L'évolution du nombre d'habitants est connue à travers les recensements de la population effectués dans la commune depuis 1793. Pour les communes de moins de 10 000 habitants, une enquête de recensement portant sur toute la population est réalisée tous les cinq ans, les populations de référence des années intermédiaires étant quant à elles estimées par interpolation ou extrapolation. Pour la commune, le premier recensement exhaustif entrant dans le cadre du nouveau dispositif a été réalisé en 2005.

En 2022, la commune comptait 265 habitants, en évolution de −11,07 % par rapport à 2016 (Seine-et-Marne : +3,92 %, France hors Mayotte : +2,11 %).
| 1793 | 1800 | 1806 | 1821 | 1831 | 1836 | 1841 | 1846 | 1851 |
| ---- | ---- | ---- | ---- | ---- | ---- | ---- | ---- | ---- |
| 188  | 191  | 182  | 156  | 156  | 170  | 189  | 173  | 178  |

| 1856 | 1861 | 1866 | 1872 | 1876 | 1881 | 1886 | 1891 | 1896 |
| ---- | ---- | ---- | ---- | ---- | ---- | ---- | ---- | ---- |
| 160  | 219  | 249  | 262  | 252  | 227  | 217  | 233  | 224  |

| 1901 | 1906 | 1911 | 1921 | 1926 | 1931 | 1936 | 1946 | 1954 |
| ---- | ---- | ---- | ---- | ---- | ---- | ---- | ---- | ---- |
| 222  | 218  | 199  | 215  | 195  | 178  | 164  | 168  | 158  |

| 1962 | 1968 | 1975 | 1982 | 1990 | 1999 | 2005 | 2006 | 2010 |
| ---- | ---- | ---- | ---- | ---- | ---- | ---- | ---- | ---- |
| 117  | 79   | 106  | 140  | 210  | 229  | 255  | 254  | 285  |

| 2015 | 2020 | 2022 | - | - | - | - | - | - |
| ---- | ---- | ---- | - | - | - | - | - | - |
| 293  | 271  | 265  | - | - | - | - | - | - |

## Économie

### Revenus de la population et fiscalité
En 2018, le nombre de ménages fiscaux de la commune était de 105, représentant 269 personnes et la  médiane du revenu disponible par unité de consommation  de 25 650 euros.

### Emploi
En 2018, le nombre total d’emplois dans la zone était de 22, occupant 146 actifs  résidants (dont 11 % dans la commune de résidence et 89 % dans une commune autre que la commune de résidence).
Le taux d'activité de la population (actifs ayant un emploi) âgée de 15 à 64 ans s'élevait à 74,4 % contre un taux de chômage de 6,7 %. 
Les 18,9 % d’inactifs se répartissent de la façon suivante : 10 % d’étudiants et stagiaires non rémunérés, 6,1 % de retraités ou préretraités et 2,8 % pour les autres inactifs.

### Secteurs d'activité

#### Entreprises et commerces
Au 31 décembre 2019, le nombre d’unités légales et d’établissements (activités marchandes hors agriculture) par secteur d'activité était de 14 dont 1 dans l’industrie manufacturière, industries extractives et autres, 4 dans la construction, 3 dans le commerce de gros et de détail, transports, hébergement et restauration, 1 dans l’Information et communication, 1 dans les activités immobilières, 2 dans les activités spécialisées, scientifiques et techniques et activités de services administratifs et de soutien et 2 dans l’administration publique, enseignement, santé humaine et action sociale.
En 2020, une entreprise individuelle a été créée sur le territoire de la commune.
Au 1er janvier 2021, la commune ne disposait pas d’hôtel et de terrain de camping.

#### Agriculture
Coutençon est dans la petite région agricole dénommée la « Brie humide » (ou Brie de Melun), une partie de la Brie à l'est de Melun. En 2010, l'orientation technico-économique de l'agriculture sur la commune est diverses cultures (hors céréales et oléoprotéagineux, fleurs et fruits).
Si la productivité agricole de la Seine-et-Marne se situe dans le peloton de tête des départements français, le département enregistre un double phénomène de disparition des terres cultivables (près de 2 000 ha par an dans les années 1980, moins dans les années 2000) et de réduction d'environ 30 % du nombre d'agriculteurs dans les années 2010. Cette tendance se retrouve au niveau de la commune où le nombre d’exploitations est passé de 2 en 1988 à 1 en 2010. Parallèlement, la taille de ces exploitations diminue, passant de 68 ha en 1988 à 27 ha en 2010.
Le tableau ci-dessous présente les principales caractéristiques des exploitations agricoles de Coutençon, observées sur une période de 22 ans : 
|                                      | 1988 | 2000 | 2010 |
| ------------------------------------ | ---- | ---- | ---- |
| Dimension économique,                |      |      |      |
| Nombre d’exploitations (u)           | 2    | 2    | 1    |
| Travail (UTA)                        | 2    | 2    | 0    |
| Surface agricole utilisée (ha)       | 136  | 249  | 27   |
| Cultures                             |      |      |      |
| Terres labourables (ha)              | s    | s    | 0    |
| Céréales (ha)                        | s    | s    |      |
| dont blé tendre (ha)                 | s    | s    |      |
| dont maïs-grain et maïs-semence (ha) | s    | s    |      |
| Tournesol (ha)                       | s    | s    |      |
| Colza et navette (ha)                | 0    | s    |      |
| Élevage                              |      |      |      |
| Cheptel (UGBTA)                      | 0    | 0    | 0    |

## Culture locale et patrimoine

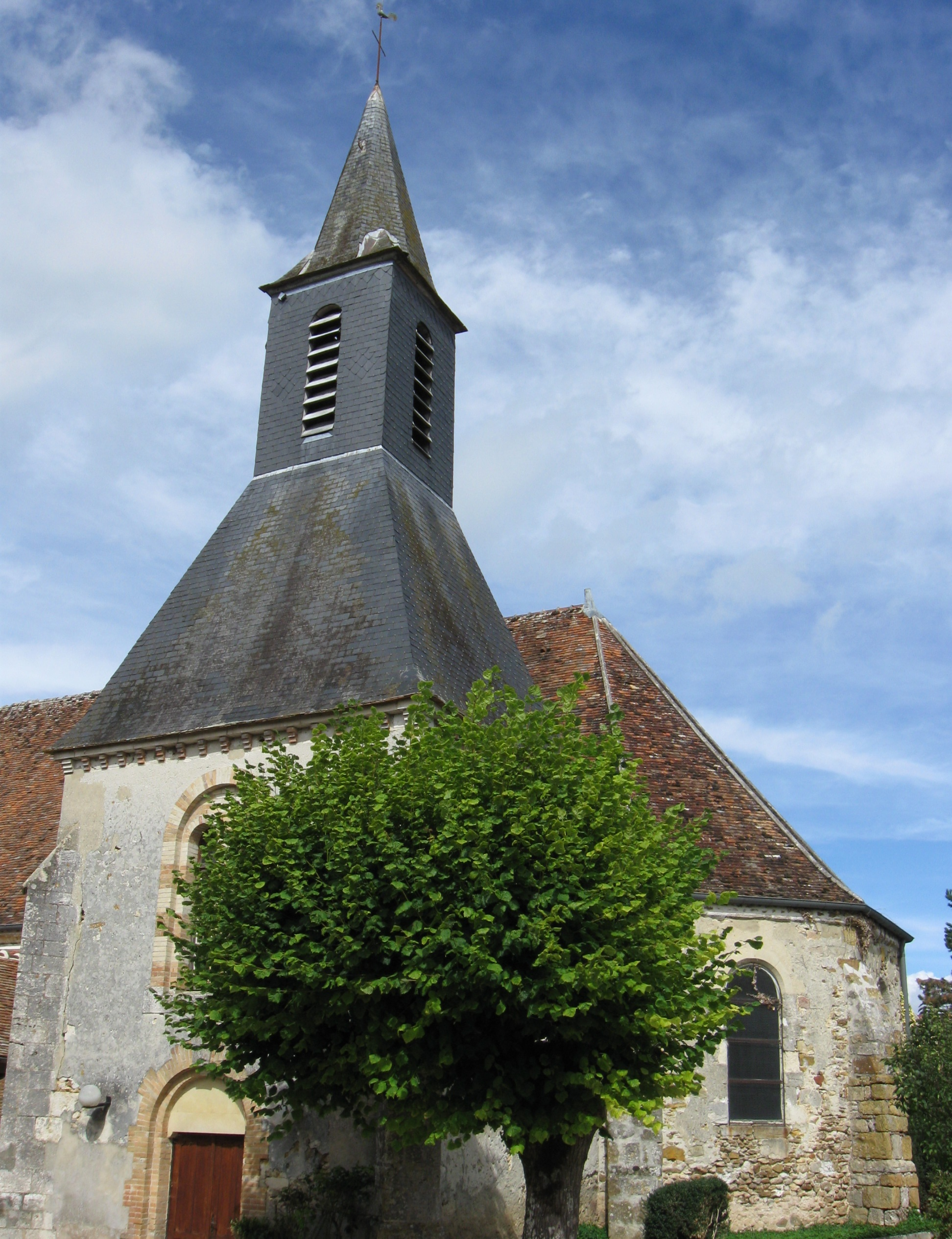
L'église Notre-Dame-de-l’Assomption.

### Lieux et monuments
- L'église Notre-Dame-de-l’Assomption, XVIe, XXe siècle.
- Porte monumentale de l'ancien château aujourd'hui disparu.